# Joseph Ndwaniye
Joseph Ndwaniye (nascut en 1962) és un infermer i escriptor ruandès. Va assolir atenció internacional amb la publicació de la seva primera novel·la:, La promesse faite à ma soeur, que va guanyar molts premis.

## Carrera mèdica
Ndwaniye va treballar a diversos hospitals de Ruanda com a assistent mèdic abans de traslladar-se a Bèlgica fa més de 30 anys, on es va qualificar com a infermer especialitzat en càncer, especialitzat en tecnologies de laboratori i va completar un Màster en Gestió de l'Hospital. Durant els últims 17 anys, ha treballat en les Clíniques Universitàries Saint-Luc a Brussel·les en una unitat per a nens i adults que reben trasplantaments de medul·la òssia i tractament de cèl·lules mare hematopoètiques.

## Treballs literaris
La seva primera novel·la, La promesse faite à ma soeur, publicada en 2007 per Impressions Nouvelles, va ser finalista al Prix des Cinq Continents de la Francophonie i fou guardonada amb el prix du Marais i el Prix Jean Bernard. Aquesta novel·la és fruit del retorn propi de l'autor a Ruanda diversos anys després del genocidi. La promesse faite à ma soeur explica la història de Jean que torna a Rwanda per trobar la seva família, visitar al seu germà bessó a la presó i buscar respostes a multitud de preguntes. Es va assenyalar que el protagonista de la història tenia un passat semblant al de Ndwaniye, el text és descrit com "autoficcional" i "implícitament autobiogràfic". Ndwaniye nega que el llibre sigui una autobiografia, però afirma que presenta elements autobiogràfics, afegint que "no sé de cap novel·lista que no escrigui sobre si mateix".
En 2012, la seva segona novel·la, Le muzungu mangeur d'hommes, fou publicada per Aden. En aquesta novel·la, una jove i idealista parella neerlandesa es trasllada a Ruanda. La dona es fa càrrec com a cap mèdic en un hospital regional, mentre que el seu marit passa el temps explorant la regió, aprèn kinyarwanda i descobrir els costums i la cultura locals. Ells s'enfronten a les realitats del país al seu voltant i cada un descobreix la felicitat a la seva manera.
Plus fort que la hyène, publicat per La Cheminante, és la seva primera novel·la per a joves. És el resultat del seu desig de crear un vincle entre la seva carrera com a infermer i la seva passió per la literatura, que, juntament amb la música, ofereix esperança en els contextos mèdics i personals més difícils.
Actualment està acabant la seva propera novel·la ambientada a Bolívia.